# Справа хвилин
Справа хвилин (англ. A Matter of Minutes) — третій сегмент 15-го епізоду 1-го сезону телевізійного серіалу «Зона сутінків».

## Сюжет
Головні герої епізоду — молода подружня пара Майкл та Морін Райт. Одного ранку вони прокидаються та помічають, що їхній електронний годинник показує 11:37. Обидва після цього починають хвилюватися, вирішивши, що спізнилися на роботу, однак Майкл, подивившись трохи згодом на свій наручний годинник, який показує лише 7:05, робить висновок, що електронний висвітлює неправильний час. Далі, спустившись зі спальні у передпокій, Майкл та Морін стають свідками неприємної картини: невідомі чоловіки у стандартному робочому одязі фіолетово-синього кольору складають та виносять їхні речі на подвір'я. Майкл намагається втрутитися в цей процес, щоб зупинити непроханих гостей, однак один з «робітників» чинить йому опір. Тоді Майкл з дружиною вирішують якомога швидше йти до його офісу, де вони, на думку чоловіка, будуть у безпеці. Прибувши до свого місця роботи, Майкл помічає, що частина приміщення просто зникла, перетворившись на нескінченний простір білого кольору. Вже в офісі Майкл та Морін зустрічають незнайомого чоловіка в жовтій робочій формі, який є начальником тих загадкових «робітників» у синьому одязі. Він пояснює становище Майкла та його дружини тим, що вони потрапили у своєрідну «часову петлю»: порівюючи хід часу з рухом потягу, а кожну годину та хвилину — з вагонами цього потягу, чоловік дає зрозуміти Майклові та Морін, що вони випереджають людство на чотири з половиною години — в той час, як всі люди знаходяться у «вагоні» «7:05», подружжя опинилося у «вагоні» «11:37». Майкл та Морін, остаточно зрозумівши, що з ними відбулося, тікають від незнайомця, який має бажання залишити їх у цьому часі назавжди. Чоловік, в свою чергу, кличе своїх підлеглих, і вони починають переслідувати подружжя. Наприкінці епізоду Майклові та його дружині вдається сховатися від незнайомців та повернутися в один час з усіма іншими людьми. Коли електронний годинник на одній з будівель показує 11:38, Майкл та Морін починають радіти, що відтепер знову будуть жити своїм звичайним життям серед людей, а також своїй остаточній перемозі над тим, що неможливо пояснити з точки зору звичайної логіки.

## Заключна оповідь
Час. Зручний вимисел, за допомогою якого можна пояснити, чому все відбувається не одразу. А може це й не зовсім вимисел, і він відраховує хвилини в зоні сутінків.

## Цікаві факти
- Епізод не має оповіді на початку.
- Епізод базується на оповіданні «Вчора був понеділок» (англ. Yesterday Was Monday) Теодора Старджона (англ. Theodore Sturgeon), вперше опублікованому в журналі «Unknown» у червні 1941.
- Під час перегляду епізоду на будівлі міського театру можна побачити постер, що рекламує виставу «Time Bandits», прем'єра якої відбулась за п'ять років до створення епізоду.

## Ролі виконують
- Адам Аркін — Майкл
- Карен Остін — Морін
- Адольф Цезар — керівник
- Маріанна Меллерлейль — перша жінка
- Джоанна Джонсон — друга жінка
- Алан Девід Гельман — чоловік

## Реліз
Прем'єрний показ епізоду відбувся у США та Великій Британії 24 січня 1986.